# Masked Avengers
Masked Avengers é uma rádio canadense com sede em Montreal, Quebec.